# Flickornas Super-G i alpin skidåkning vid olympiska vinterspelen för ungdomar 2020
Flickornas Super-G i alpin skidåkning vid olympiska vinterspelen för ungdomar 2020 hölls på Les Diablerets Alpine Centre, Schweiz, den 10 januari 2020.

## Resultat

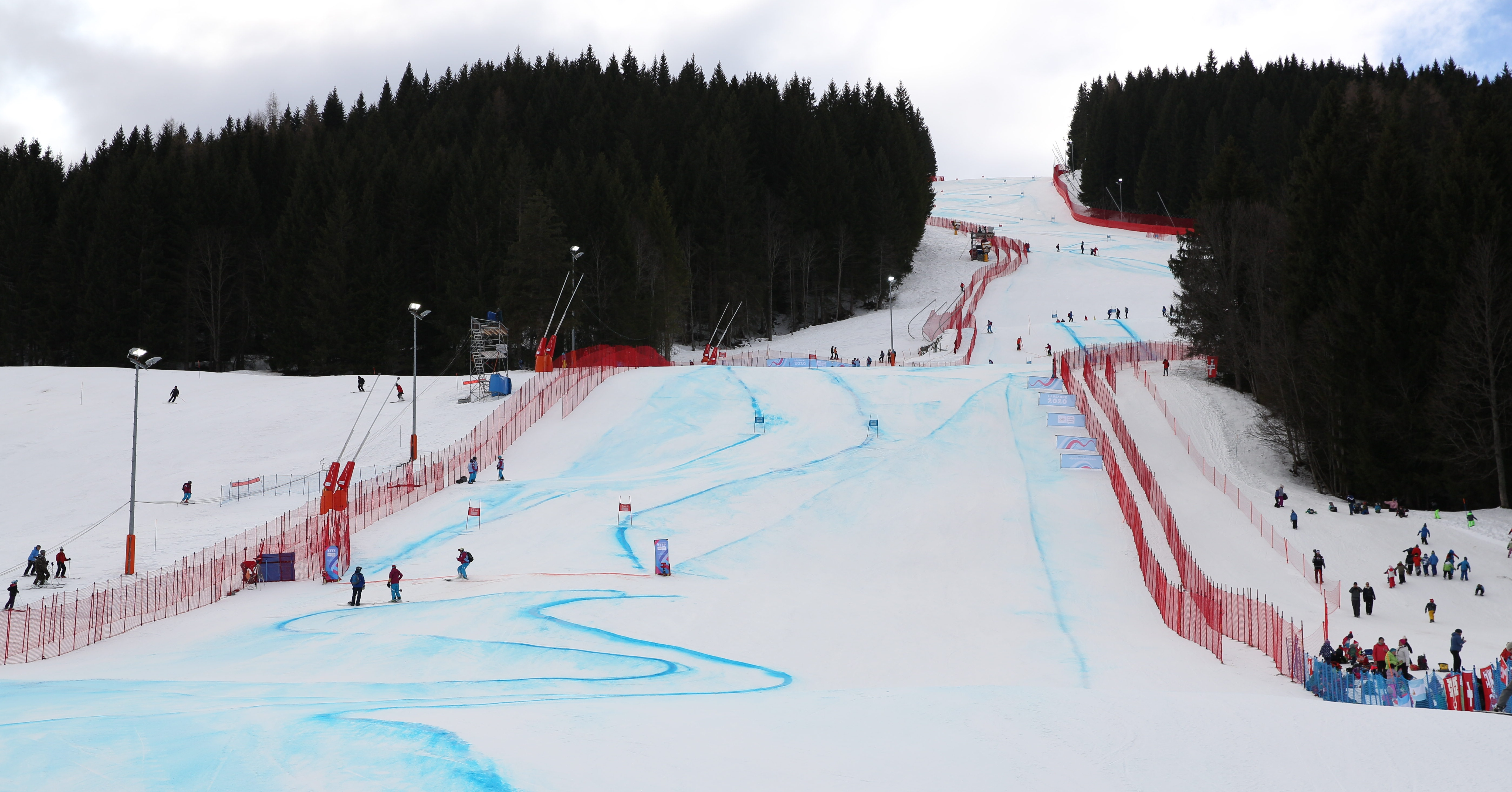
Les Diablerets Alpine Centre

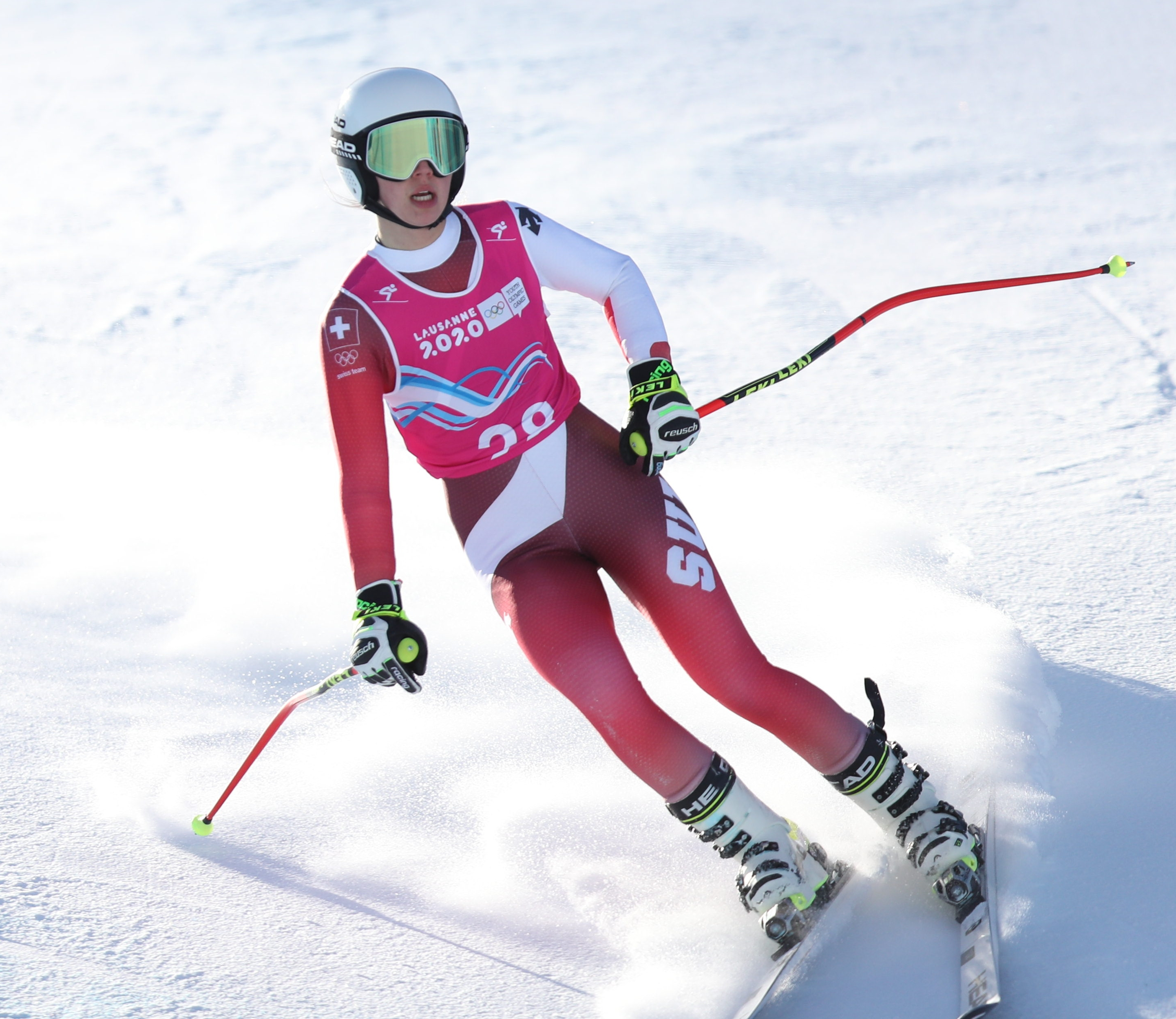
Amélie Klopfenstein

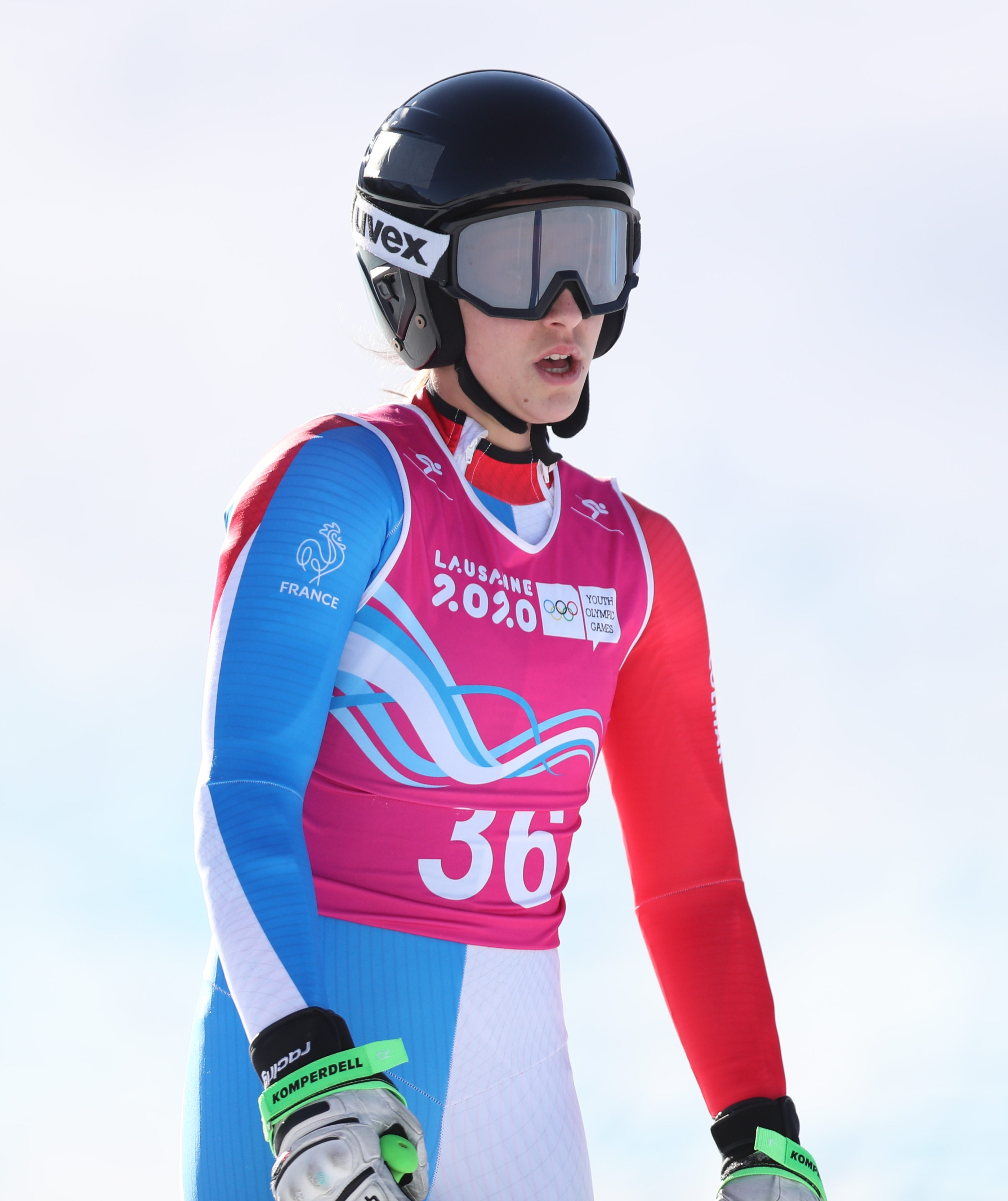
Caitlin McFarlane

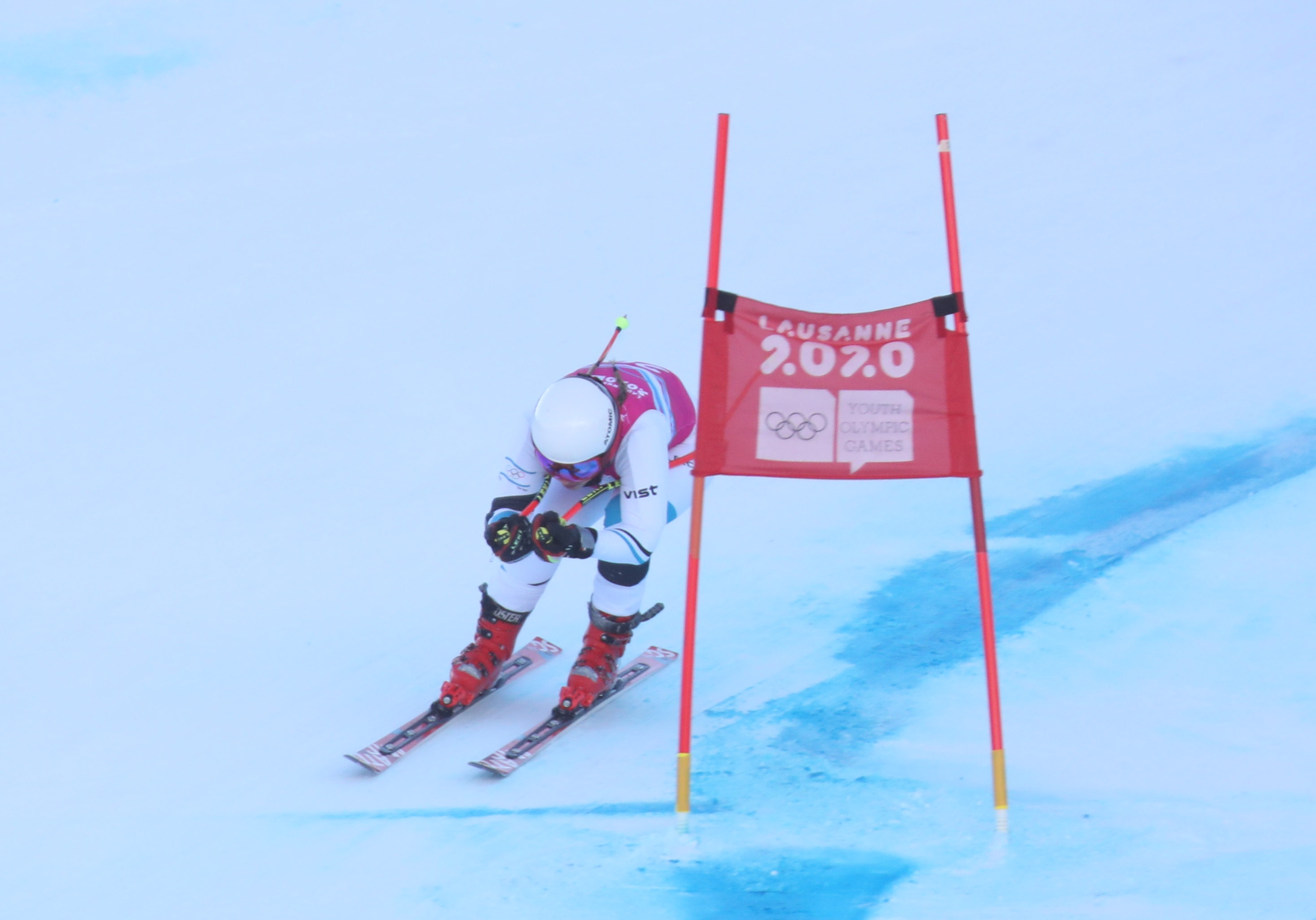
Noa Szollos

Tävlingen startade klockan 10:15.
| Pl. | Nr | Namn                        | Nation              | Tid             | Skillnad        |
| --- | -- | --------------------------- | ------------------- | --------------- | --------------- |
| 1   | 28 | Amélie Klopfenstein         | Schweiz             | 56,27           |                 |
| 2   | 36 | Caitlin McFarlane           | Frankrike           | 56,35           | +0,08           |
| 3   | 26 | Noa Szollos                 | Israel              | 56,36           | +0,09           |
| 4   | 11 | Amanda Salzgeber            | Österrike           | 56,40           | +0,13           |
| 5   | 7  | Hanna Aronsson Elfman       | Sverige             | 56,70           | +0,43           |
| 6   | 14 | Alica Calaba                | Italien             | 56,75           | +0,48           |
| 7   | 13 | Maria Niederndorfer         | Österrike           | 56,97           | +0,70           |
| 8   | 32 | Rebeka Jančová              | Slovakien           | 56,99           | +0,72           |
| 9   | 19 | Teresa Fritzenwallner       | Österrike           | 57,11           | +0,84           |
| 10  | 37 | Zoja Grbović                | Serbien             | 57,13           | +0,86           |
| 11  | 57 | Emma Resnick                | USA                 | 57,21           | +0,94           |
| 12  | 22 | Sophie Mathiou              | Italien             | 57,29           | +1,02           |
| 13  | 17 | Wilma Marklund              | Sverige             | 57,32           | +1,05           |
| 14  | 10 | Delia Durrer                | Schweiz             | 57,35           | +1,08           |
| 15  | 5  | Emma Sahlin                 | Sverige             | 57,39           | +1,12           |
| 16  | 40 | Zita Tóth                   | Ungern              | 57,47           | +1,20           |
| 17  | 6  | Malin Sofie Sund            | Norge               | 57,51           | +1,24           |
| 18  | 30 | Daisi Daniels               | Storbritannien      | 57,82           | +1,55           |
| 19  | 21 | Cathinka Lunder             | Norge               | 57,85           | +1,58           |
| 20  | 9  | Lina Knifič                 | Slovenien           | 57,85           | +1,58           |
| 21  | 3  | Katharina Haas              | Tyskland            | 57,91           | +1,64           |
| 22  | 1  | Lara Klein                  | Tyskland            | 57,97           | +1,70           |
| 23  | 31 | Annette Belfrond            | Italien             | 58,08           | +1,81           |
| 24  | 18 | Rosa Pohjolainen            | Finland             | 58,42           | +2,15           |
| 25  | 34 | Christina Bühler            | Liechtenstein       | 58,52           | +2,25           |
| 26  | 2  | Matilde Schwencke           | Chile               | 58,67           | +2,40           |
| 27  | 24 | Chiara Pogneaux             | Frankrike           | 58,72           | +2,45           |
| 28  | 43 | Vanina Guerillot            | Portugal            | 59,10           | +2,83           |
| 29  | 35 | Carla Mijares               | Andorra             | 59,12           | +2,85           |
| 29  | 4  | Nika Murovec                | Slovenien           | 59,12           | +2,85           |
| 31  | 20 | Maisa Kivimäki              | Finland             | 59,55           | +3,28           |
| 32  | 42 | Jana Suau                   | Spanien             | 59,64           | +3,37           |
| 33  | 29 | Sophie Foster               | Storbritannien      | 1.00,33         | +4,06           |
| 34  | 39 | Adalbjörg Lilly Hauksdóttir | Island              | 1.00,51         | +4,24           |
| 35  | 46 | Esperanza Pereyra           | Argentina           | 1.00,85         | +4,58           |
| 36  | 56 | Anastasia Trofimova         | Ryssland            | 1.01,14         | +4,87           |
| 37  | 27 | Anja Oplotnik               | Slovenien           | 1.01,19         | +4,92           |
| 38  | 44 | Sofía Saint Antonin         | Argentina           | 1.01,32         | +5,05           |
| 39  | 62 | Lee Hae-un                  | Sydkorea            | 1.01,61         | +5,34           |
| 40  | 48 | Diana Andreea Renţea        | Rumänien            | 1.01,88         | +5,61           |
| 41  | 50 | Yuka Wakatsuki              | Japan               | 1.02,38         | +6,11           |
| 42  | 47 | Abigail Vieira              | Trinidad och Tobago | 1.02,58         | +6,31           |
| 43  | 38 | Zoe Michael                 | Australien          | 1.03,02         | +6,75           |
| 44  | 45 | Kateryna Shepilenko         | Ukraina             | 1.04,14         | +7,87           |
| 45  | 53 | Alexandra Troitskaya        | Kazakstan           | 1.04,42         | +8,15           |
| 46  | 52 | Mia Nuriah Freudweiler      | Pakistan            | 1.04,98         | +8,71           |
| 47  | 49 | Gabriela Hopek              | Polen               | 1.05,37         | +9,10           |
| 48  | 60 | Isabella Davis              | Australien          | 1.05,52         | +9,25           |
| 49  | 61 | Daniela Payen               | Mexiko              | 1.06,17         | +9,90           |
| 50  | 59 | Maria Nikoleta Kaltsogianni | Grekland            | 1.12,35         | +16,08          |
| 51  | 8  | Lauren Macuga               | USA                 | Fullföljde inte | Fullföljde inte |
| 51  | 12 | Barbora Nováková            | Tjeckien            | Fullföljde inte | Fullföljde inte |
| 51  | 15 | Alice Marchessault          | Kanada              | Fullföljde inte | Fullföljde inte |
| 51  | 16 | Nicola Rountree-Williams    | USA                 | Fullföljde inte | Fullföljde inte |
| 51  | 23 | Alizée Dahon                | Frankrike           | Fullföljde inte | Fullföljde inte |
| 51  | 33 | Lena Volken                 | Schweiz             | Fullföljde inte | Fullföljde inte |
| 51  | 41 | Kristiane Rør Madsen        | Danmark             | Fullföljde inte | Fullföljde inte |
| 51  | 55 | Sara Madelene Marøy         | Norge               | Fullföljde inte | Fullföljde inte |
| 51  | 58 | Julia Zlatkova              | Bulgarien           | Fullföljde inte | Fullföljde inte |
| 51  | 25 | Sarah Brown                 | Kanada              | Startade inte   | Startade inte   |
| 51  | 51 | Artemis Hoseyni             | Iran                | Startade inte   | Startade inte   |
| 51  | 54 | Sarah Escobar               | Ecuador             | Startade inte   | Startade inte   |